# Викари, Лиза
Лиза Викари (нем. Lisa Vicari; родилась 11 февраля 1997) — немецкая актриса. Наиболее известна по роли Марты Нильсен в телесериале «Тьма».

## Биография
Лиза родилась в Мюнхене в 1997 году. В возрасте десяти лет начала посещать курсы театра импровизации, вскоре после чего сыграла свою первую роль в короткометражном фильме «Туннельное зрение» (нем. Tunnelblicke). В 2010 году сыграла в детском фильме «Ханни и Нанни» (нем. Hanni & Nanni). Год спустя сыграла в постапокалиптическом фильме «2016: Конец ночи». В 2017 году сыграла главную роль в фильме «Луна». С 2017 по 2020 год снималась в телесериале Netflix «Тьма».
После окончания школы училась на факультете средств массовой информации в Потсдаме.

## Фильмография
| Год  | Название                   | Роль       | Прим.                  |
| ---- | -------------------------- | ---------- | ---------------------- |
| 2009 | Туннельное зрение          |            | Короткометражный фильм |
| 2010 | Вики Фики                  |            | Короткометражный фильм |
| 2010 | Ханни и Нанни              | Зузе       |                        |
| 2011 | И всё же мы любим          | Тесса      | Фильм для телевидения  |
| 2011 | 2016: Конец ночи           | Леони      |                        |
| 2011 | Кто-то вроде Бруно         | Марен      |                        |
| 2014 | Игра в доктора             | Лилли      |                        |
| 2017 | Две танцовщицы для Изольды | Софи Гримм | Фильм для телевидения  |
| 2017 | Луна                       | Луна       |                        |
| 2017 | Один раз всем, пожалуйста  | Мике       |                        |
| 2018 | Плавание                   | Антеа      |                        |
| 2020 | Иси и Осси                 | Иси        |                        |

| Год       | Название                     | Роль            | Прим.       |
| --------- | ---------------------------- | --------------- | ----------- |
| 2013      | Под подозрением              | Надине Шмольцер | 1 эпизод    |
| 2014      | Босс                         |                 | 1 эпизод    |
| 2016      | Специальная комиссия: Мюнхен |                 | 1 эпизод    |
| 2017      | Место преступления           | Ясна Немец      | 1 эпизод    |
| 2017—2020 | Тьма                         | Марта Нильсен   | 20 эпизодов |

## Награды и номинации
- Награда «Новые лица» (лучший молодой талант) за фильм «2016: Конец ночи[англ.]»[3]
- Номинация на награду лучшему молодому актёру на Мюнхенском кинофестивале за фильм «Луна»